# تغلب
بَنُو تَغْلِبَ بْنِ وَائِلٍ قبيلة عربية من ربيعة من عدنان، اشتركت في حرب البسوس على بني شيبان من نسل إخوتهم قبيلة بني بكر بن وائل، وإليها ينتمي كليب بن ربيعة وأخوه أبو ليلى المهلهل عدي بن ربيعة، وشاعر المعلقة عمرو بن كلثوم. وقد كانت تغلب على دين المسيحية.

## نسب قبيلة تغلب
- ينتسبون إلى: تَغْلِبَ بْنِ وَائِلِ بْنِ قَاسِطِ بْنِ هِنْبِ بْنِ أَفْصَى بْنِ دُعْمِيِّ بْنِ جَدِيلَةَ بْنِ أَسَدِ بْنِ رَبِيعَةَ بْنِ نِزَارِ بْنِ مَعَدِّ بْنِ عَدنانَ.[3]

## بطون قبيلة تغلب وفروعها
يقال لجميع بطون قبيلة تغلب المشهورة الأراقم  وأشهر بطون قبيلة تغلب هم ستة بطون هي:
1. بنو جشم بن بكر بن حبيب بن عمرو بن غنم بن تغلب
  1. بنو زهير بن جشم
  2. بنو مالك بن جشم
  3. بنو سعد بن جشم
2. بنو مالك بن بكر بن حبيب بن عمرو بن غنم بن تغلب
3. بنو عوف بن بكر بن حبيب بن عمرو بن غنم بن تغلب
4. بنو عمرو بن بكر بن حبيب بن عمرو بن غنم بن تغلب
5. بنو معاوية بن بكر بن حبيب بن عمرو بن غنم بن تغلب
6. بنو ثعلبة بن بكر بن حبيب بن عمرو بن غنم بن تغلب

ديار ربيعة شمال غرب العراق، وقاد قبيلة تغلب لسكناها سيدهم علقمة بن سيف التغلبي

ديار قبيلة تغلب التاريخية في العراق بمحاذاة نهر الفرات

## ديار قبيلة تغلب
سكن بنو تغلب في الأصل في الجزيرة العربية ثم انتقلوا في موجات هجرة متتالية بدأت في القرن الثالث الميلادي شمالًا إلى العراق ، ذكر محمد بن اسحاق إجلاء بكر وتغلب من تهامة أن قحطان قصدت لها فأجْلتها إلى العراق وسكنت مكانها حكم ابن سعد العشيرة ابن مذحج ولها في ذلك أشعار وروايات. ووسط الجزيرة الفراتية، أي ما يعرف بديار ربيعة، وكانت غالبية التغلبيين من النصارى. والجدير بالذكر أن منازل تغلب كانت فيما بين الخابور والفرات ودجلة، وبالتحديد في المنطقة الواقعة بين قرقيساء وسنجار والموصل وماردين وحتى جزيرة ابن عمر شمالاً، و عانة وتكريت جنوباً، وتعرف هذه المنطقة بديار ربيعة، وهذا ما أشار إليه ابن خلدون حين قال:
وماردين ودارا ونصيبين وسواها كانت من ديار ربيعة ومن منازل التغلبين الأوائل. وبنو تغلب هؤلاء كانوا موالين لآل مروان وحلفاء لهم. كان أول ذكر تاريخي لهم في تاريخ ابن الأثير لحادثة لهم مع الملك الفارسي سابور ذي الأكتاف (310-379م):
| تغلب | ثم قطع البحر إلى الخط فقتل من بالبحرين لم يلتفت إلى غنيمة وسار إلى هجر وبها ناس من تميم وبكر بن وائل وعبد القيس فقتل منهم حتى سالت دماؤهم على الأرض وأباد عبد القيس وقصد اليمامة وأكثر في أهلها القتل وغور مياه العرب وقصد بكرًا وتغلب فيما بين مناظر الشام والعراق فقتل وسبى وغور مياههم وسار إلى قرب المدينة ففعل كذلك وكان ينزع أكتاف رؤسائهم ويقتلهم إلى أن هلك فسموه سابور ذا الأكتاف لهذا | تغلب |

وقد قال جواد علي عن ديارهم:
| تغلب | ويرى أهل الأخبار أن قبيلة تغلب مثل سائر قبائل ربيعة كانت تسكن في الأصل في تهامة، ثم انتشرت فنزلت الحجاز ونجد والبحرين، فلما تحاربت مع بكر بن وائل، زحفت نحو الشمال حتى بلغت أطراف الجزيرة، فسكن قوم منها جهات سنجار ونصيبين، حتى عرفت تلك الديار بديار ربيعة. وديار ربيعة بين الموصل إلى رأس العين ونصيبين ودنيسر والخابور وما بين هذه المدن والقرى. وجمعت هذه الديار بين "ديار بكر" و "ديار ربيعة" وسميت كلها ب "ديار ربيعة". وقد انتشرت بطون تغلب في الثرثار، بين سنجار وتكريت. ويروي أهل الأخبار أن أول من نزل بطون تغلب في الجزيرة الفراتية هو: "علقمة بن سيف بن شرحبيل بن مالك بن سعد بن جشم بن بكر" وقد قاتل أهل الجزيرة حتى غلبهم، وأنزل قومه بها. وقد أدى اتصال تغلب بالروم وبنصارى العراق والجزيرة وبلاد الشام إلى دخول قسم منهم في النصرانية كمعظم القبائل التي دخلت العراق وبلاد الشام. وهي من القبائل المتنصرة ومن سكان الخيام | تغلب |

## أعلام من تغلب
أشهر أعلام قبيلة تغلب هم:
- ملك معد وهو كليب بن ربيعة بن الحارث بن زهير التغلبي، قتله جساس بن مرة البكري ومقتله أجج حرب البسوس بين بكر وتغلب
- أبو ليلى المهلهل الزير وهو عدي بن ربيعة بن الحارث بن زهير التغلبي
- سلمة بن ربيعة بن الحارث بن زهير التغلبي
- الجرو بن كليب بن ربيعة بن الحارث التغلبي
- امرؤ القيس بن أبان بن كعب بن زهير التغلبي
- نويرة بن ربيعة بن الحارث بن زهير التغلبي
- سيد تغلب والشاعر صاحب المعلقة عمرو بن كلثوم بن مالك بن عتاب بن سعد بن زهير التغلبي
- الأسود بن عمرو بن كلثوم بن مالك بن عتاب التغلبي
- عبد الله بن عمرو بن كلثوم بن مالك بن عتاب التغلبي
- مرة بن كلثوم بن مالك بن عتاب بن سعد بن زهير التغلبي
- السفاح سلمة بن خالد بن كعب القنفذ التغلبي
- عصم بن النعمان بن مالك بن عتاب التغلبي
- كلثوم بن عمرو بن أيوب بن عبيد بن حبيش التغلبي
- مالك بن طوق بن مالك بن عتاب بن سعد بن زهير التغلبي الذي تنسب له مدينة الرحبة فيقال «رحبة مالك بن طوق» وتعرف اليوم باسم الميادين في دير الزور شرق سوريا [2]
- القرثع التغلبي
- عطية بن عبد الحمان التغلبي
- الشاعر الأخطل وهو غياث بن غوث بن الصلت بن طارق بن السيحان التغلبي
- النعمان بن زرعة بن هرمي بن السفاح التغلبي
- صاحب السند وهو هشام بن عمرو بن بسطام بن سفيح بن موران التغلبي
- عتبة بن الوغل بن عبد الله بن عنز بن حبيب بن الهجرس التغلبي
- أثير بن قرفة بن عمرو بن الربعي بن الوز بن الحارث بن عتبة التغلبي
- عبد يوشع بن حرب بن معدي كرب بن مرة بن كلثوم بن مالك بن عتاب التغلبي
- الشاعر القطامي وهو عمرو بن شييم بن عمرو بن عباد التغلبي
- حنظلة بن قيس بن هوبر بن ثعلبة بن عمرو بن مالك التغلبي
- ناشرة بن أغواث بن قعين بن مالك التغلبي
- الشاعر كعب بن جعيل بن قمير بن عجرة بن عوف التغلبي
- عميرة بن جعل بن عمرو بن مالك بن الحارث التغلبي
- الهذيل بن هبيرة بن قبيصة بن الحارث التغلبي
- الوليد بن طريف بن عامر التغلبي
- شعيب بن مليل التغلبي
- معبد بن حنش بن مالك بن صفوان التغلبي
- ليلى بنت طريف بن عامر التغلبية
- أعشى تغلب وهو ربيعة بن نجوان بن أسود التغلبي
- حمدان بن حمدون بن الحارث بن لقمان بن الرشيد بن المثنى بن رافع التغلبي الذي تنسب له الدولة الحمدانية.[14]

## الدولة الحمدانية التغلبية
أنشأ الحمدانيون التغلبيون إمارة لهم حكمت بين الموصل وحلب وتوسع نفوذها لتشمل أجزاء واسعة من الاطراف الشمالية للعراق والشام حوالي الفرات.